# Canhão 152,4 mm modelo VII/VIII
O Canhão de carregamento pela culatra (breach Loading-BL) de 152,4 mm (6’’) modelo VII (e também o Modelo VIII) foi um canhão naval, lançado em 1899 que em 1915 foi montado numa carruagem de transporte pesada para ser usado pelo Exército Britânico na Primeira Guerra Mundial, sendo uma das peças de artilharia móvel mais pesadas que foi usada nessa guerra. O Canhão também serviu como uma das principais peças de artilharia naval em todo o Império Britânico até aos anos 50 do século XIX e noutros países até ao fim do Século XX.

## Contexto
Este canhão substituiu o canhão de tiro rápido de 152.4 mm, modelos I a III da década de 1890, um período durante o qual a Marinha Real Britânica avaliou a tecnologia de tiro rápido (No qual a carga propulsora se encontra dentro de invólucros metálicos de Latão) para todas as classes de canhões até 6 polegadas para aumentar o ritmo de fogo. O Canhão modelo VII voltou a usar cargas propulsoras em sacos de seda, depois de se ter comprovado que, com o novo mecanismo de culatra de acção simples, um canhão de 152.4 mm podia ser carregado, inserido o tubo de ventilação de selagem e disparado, mais rápido que um canhão de tiro rápido. A armazenagem das cargas propulsoras de cordite em sacos de Seda poupavam imenso peso e espaço quando comparadas com os pesados invólucros de Latão das granadas de tiro rápido.

## Canhão Naval

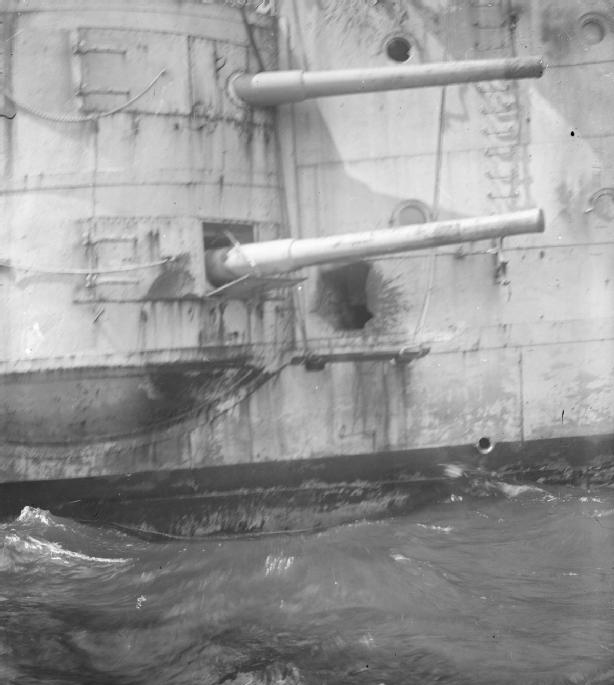
Canhões de 152.4 mm das casamatas de vante estibordo do HMS Kent mostrando os danos sofridos na Batalha das Malvinas

O canhão foi introduzido na classe de couraçados Formidable, lançados em 1898 e  comissionado em 1901 e mais tarde equipou muitas classes de navios da Marinha Real Britânica,  desde  Couraçados  até Canhoneiras fluviais e serviu até ao fim da Segunda Guerra Mundial.  O modelo VIII no serviço naval era idêntico ao modelo VII, com excepção da culatra, que abria para o lado esquerdo, para o canhão poder ser usado em torres duplas. 
Na Segunda Guerra Mundial, o canhão foi usado para armar os navios de transporte de tropas e mercantes, incluindo o HMS Rawalpindi que entrou em combate contra os cruzadores alemãos Scharnhorst e Gneisenau armados com canhões de 280 mm em 3 de Novembro de 1939 e o HMS Jervis Bay que se sacrificou, salvando o comboio que escoltava, contra o cruzador pesado Admiral Scheer armado com canhões de 283 mm, em Novembro de 1940.

## Canhão de Campanha

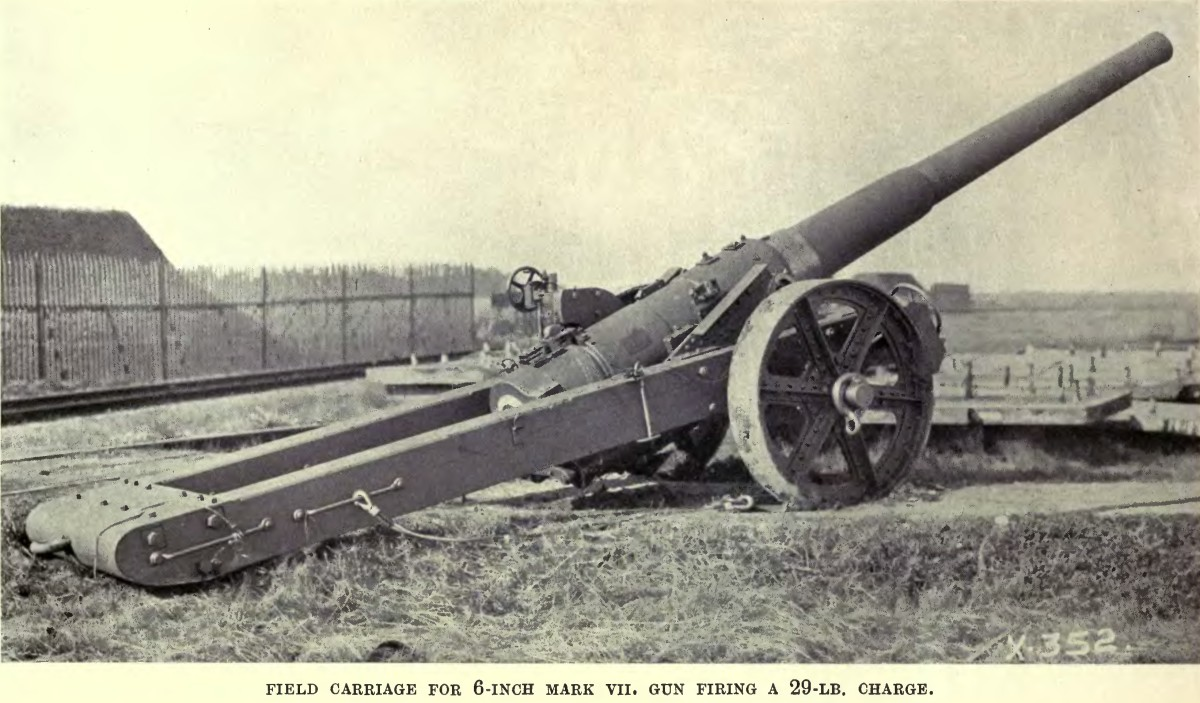
Carruagem de transporte original

As primeiras peças foram enviadas para França em 1915, montadas em carruagens  improvisadas com Estrutura rectangular, baseada numa carruagem desenhada na Segunda Guerra dos Bôeres para o canhão 120 mm Modelo I-IV. .
No entanto o grau de elevação e por isso o alcance estavam bastante limitadas nesta carruagem e por esse motivo foi desenvolvida uma nova carruagem em 1916, a qual permitia um angulo máximo de elevação de 22°.

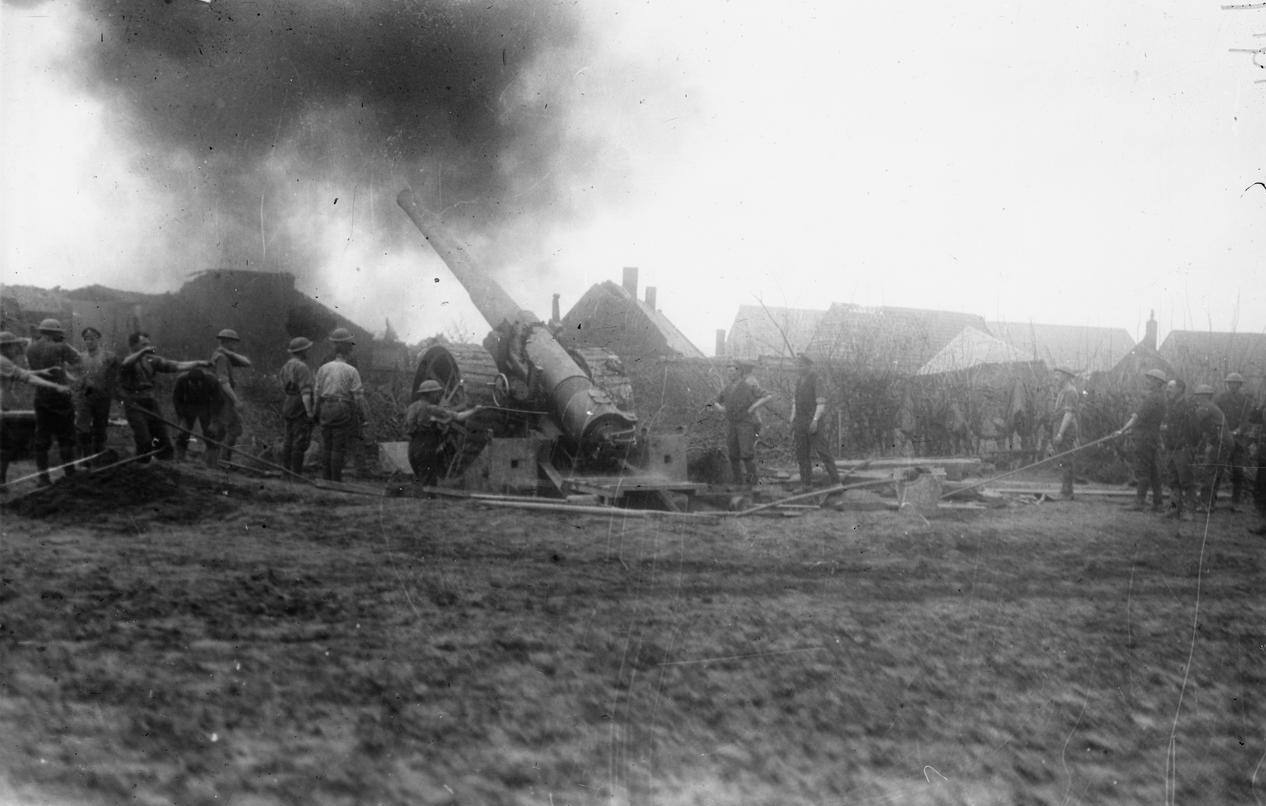
Canhão de 152.4 mm disparando perto de Beaumetz-lès-Loges, na segunda Batalha de Arras a 21 de Abril de 1917

Empregue com sucesso na Batalha do Somme, o seu papel foi definido como "fogo anti-bateria" e também era a arma mais bem sucedida na destruição das vedações de arame farpado. Também era usada para disparos de longo alcance contra alvos em profundidade. ".
O canhão de 155 mm modelo VII manteve-se em utilização até ao fim da Primeira Guerra Mundial, apesar de ter sido suplantada pelo Canhão de 155 mm Modelo XIX

## Artilharia de Costa

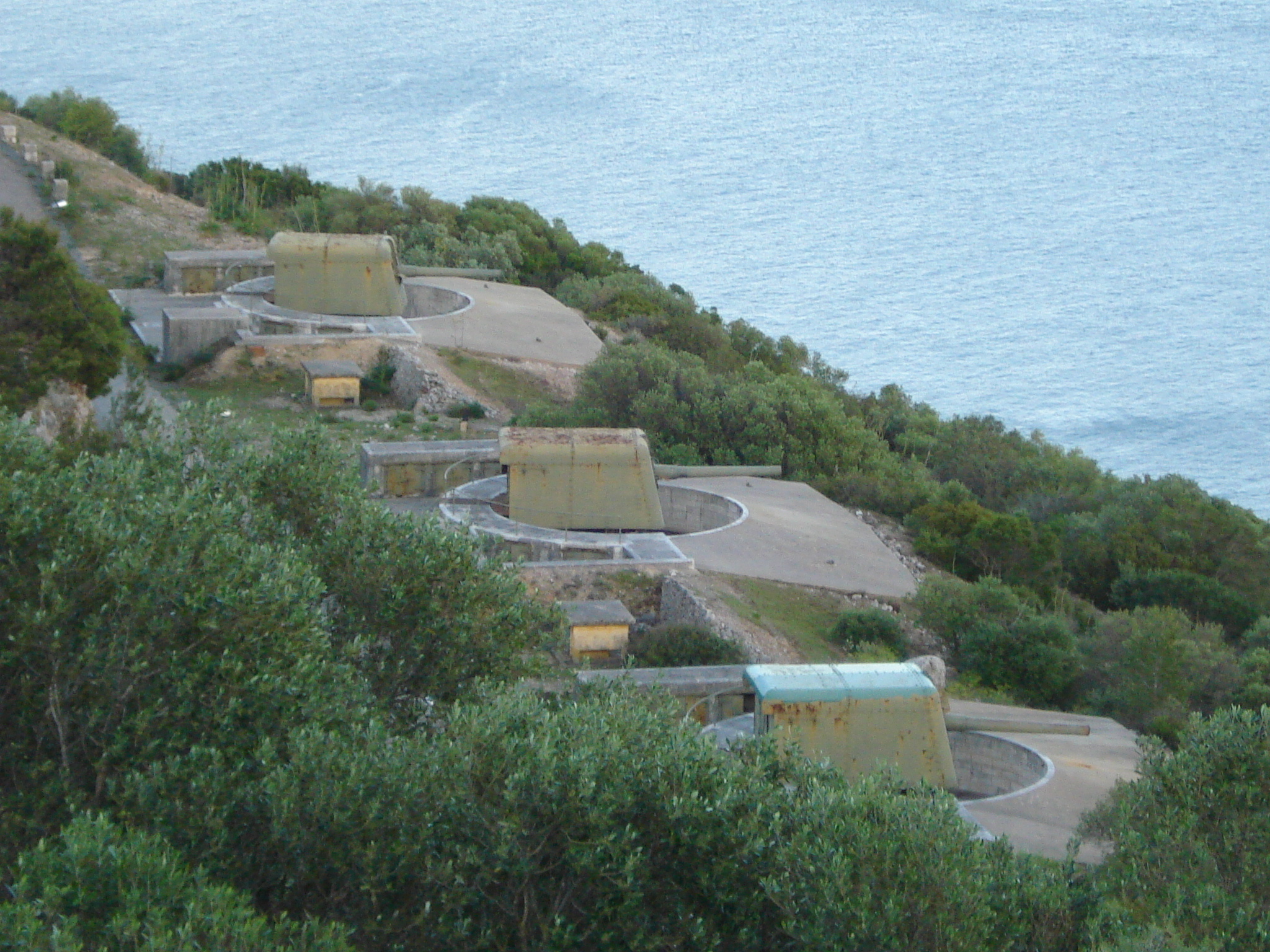
7ª Bataria de artilharia de costa em Outão, Portugal

O Canhão de 152,4 mm modelo VII, conjuntamente com o Canhão de 233.7 mm modelos IX e X, constituíram a espinha dorsal da artilharia de costa no Imperio Britânico e em Portugal. Apesar de um grande número de canhões ter sido construído de propósito para artilharia de costa, com o desmantelamento de muitos navios usados na Primeira Guerra Mundial, os seus canhões de 152,4 mm modelo VII e VIII foram recicladas para Artilharia de Costa
Um certo número destes canhões com canos mais resistentes, os quais permitiam cargas de Cordite mais potentes foram fabricados durante a Segunda Guerra Mundial, tendo recebido a designação Modelo XXIV
Ao longo dos anos 50 do século XX, o Império Britânico foi desmantelando  a sua artilharia de costa. Em Portugal a Artilharia de Costa foi descomissionada em 1998, sendo os seus canhões abandonados nos seus reparos.

## Acções Notáveis
No ataque Alemão a Scarborough, Hartlepool e Whitby em 16 de Dezembro de 1914, 3 batarias de canhões de 152,4 mm Modelo VII enfrentaram dois cruzadores de Batalha alemães, SMS Seydlitz e SMS Moltke armados com canhões de 280 mm e o cruzador blindado SMS Blücher armado com canhões de 210 mm disparando 112 granadas e acertando 7. Os navios alemães dispararam 1150 granadas sobre as batarias e as cidades causando 119 mortos.

## Galeria de imagens
- Media relacionados com Canhão 152,4 mm modelo VII/VIII no Wikimedia Commons

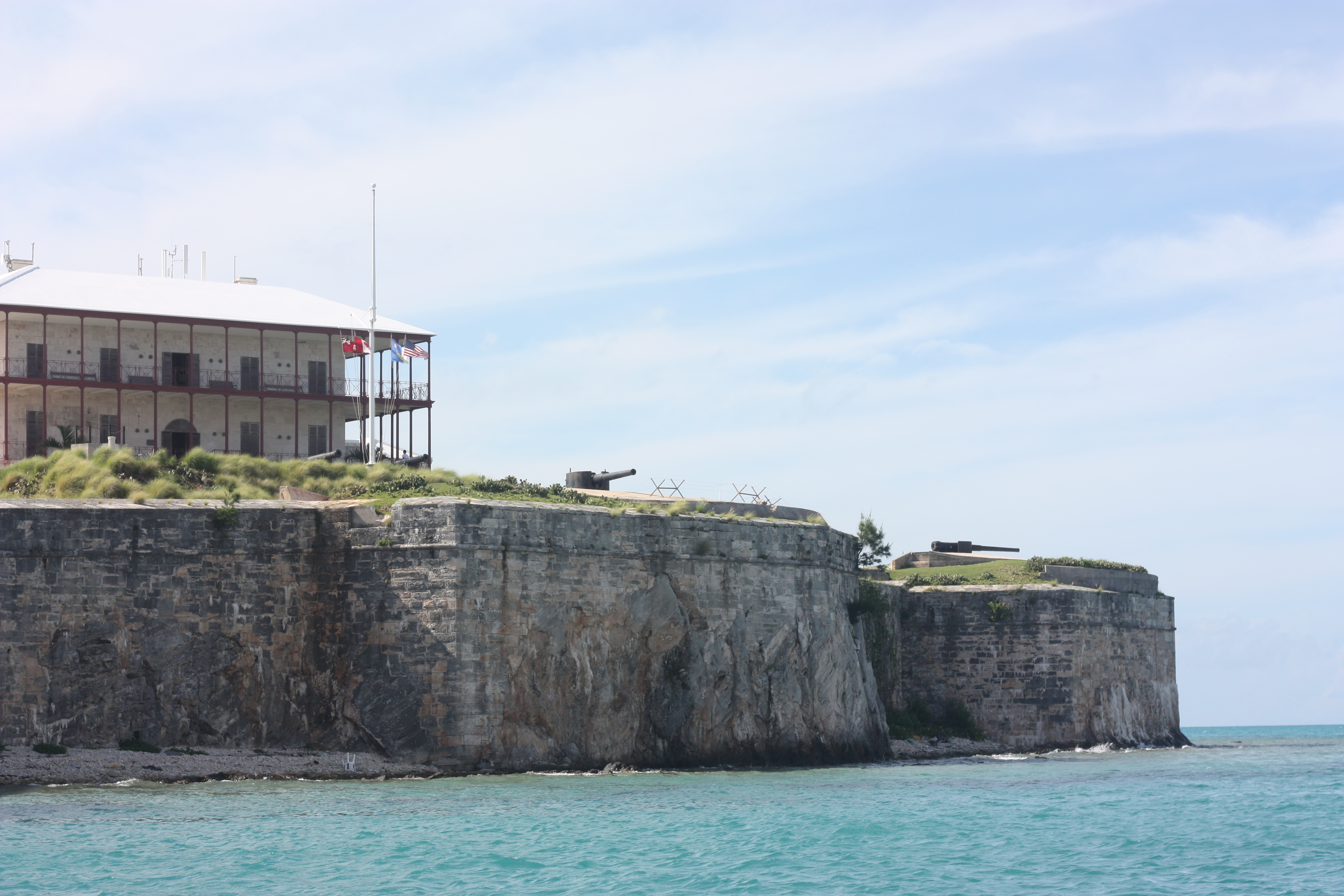
Bastiões C e D do Forte no estaleiro naval real na Ilha Ireland nas Bermudas, com 2 canhões de 152,4 mm Modelo VII
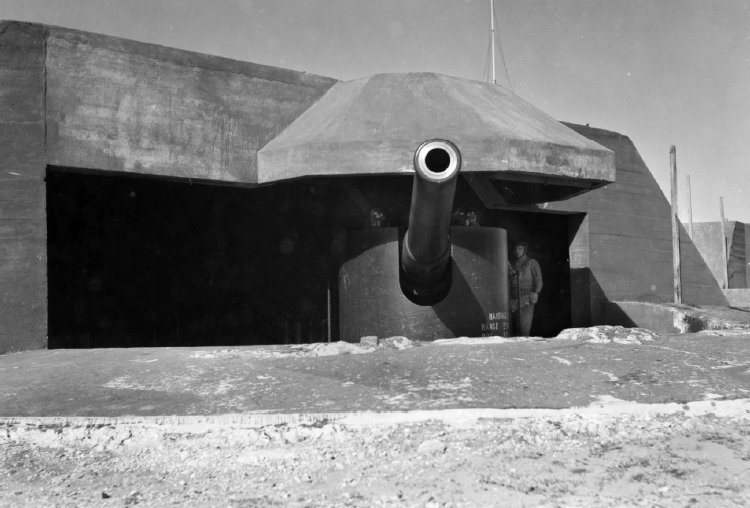
Canhão de 152,4 mm Modelo VII montado numa casamata de Betão no Forte Nepean em 1943
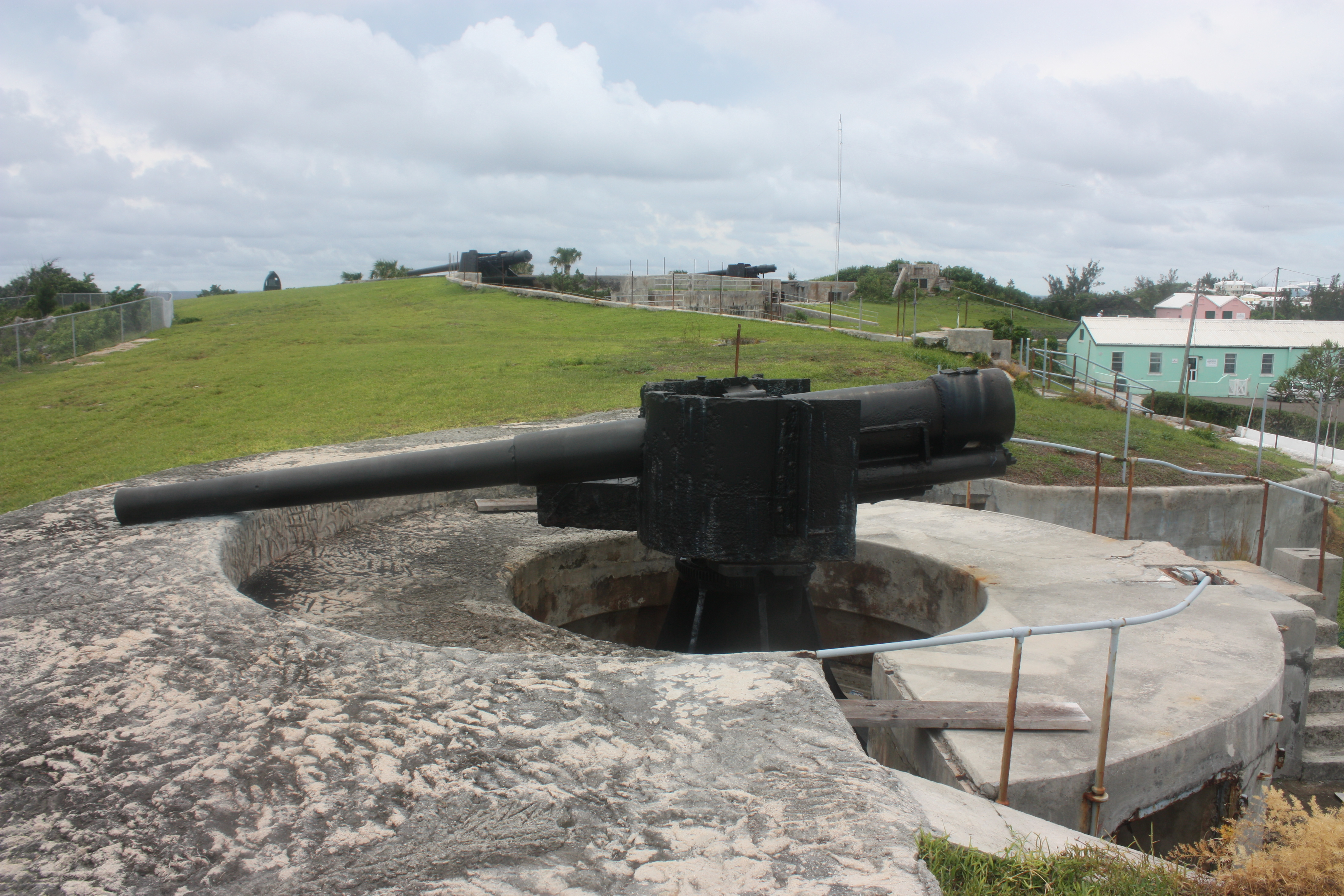
2 canhões de 152,4 mm Modelo VII e dois canhões de 233,7 mm Modelo IX-X, na Bataria de São David nas Bermudas em 2011
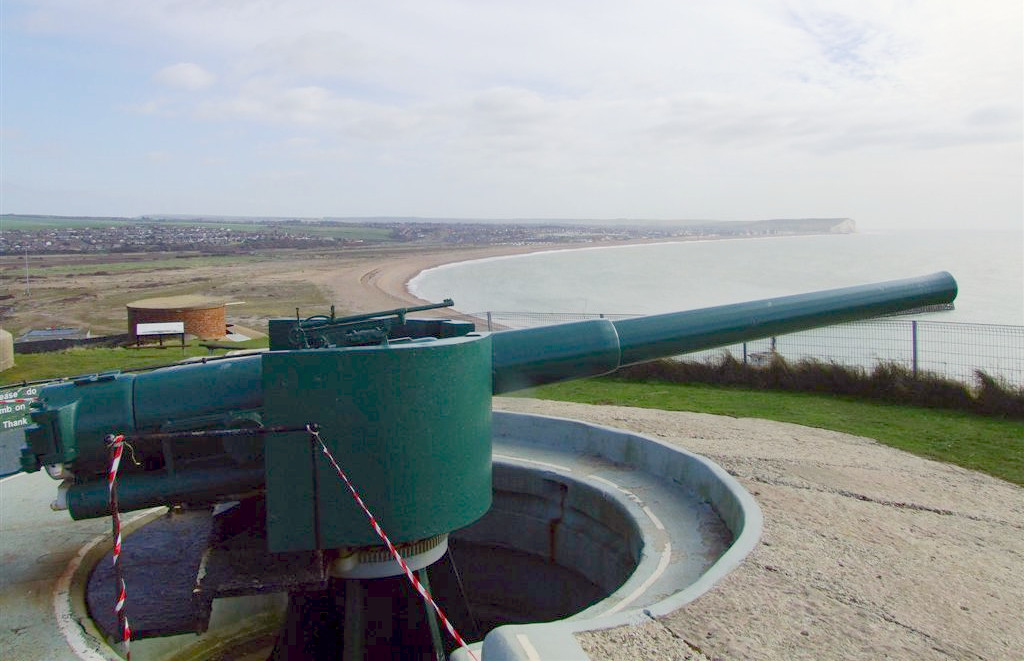
Canhão num reparo costeiro tradicional no Forte de Newhaven
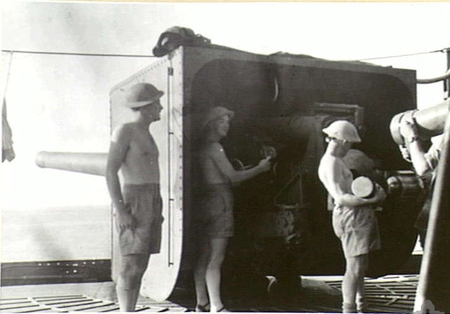
Exercicio de artilharia no navio de transporte de tropas RMS Laconia em Março de 1942
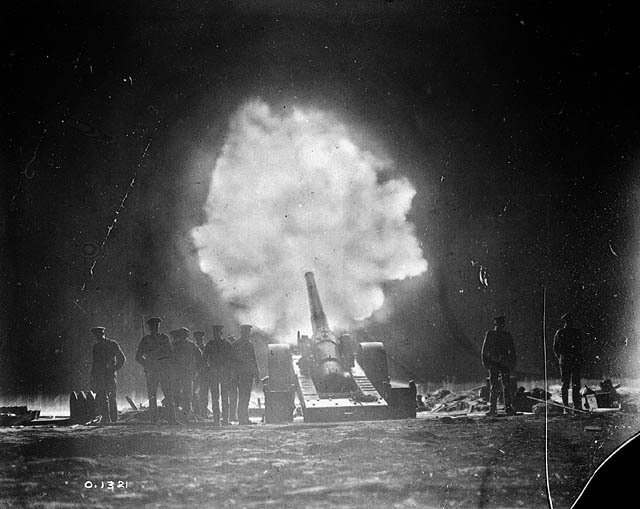
Disparo nocturno na cumeada de  Vimy

## Munições 152,4 mm
- Media relacionados com Canhão 152,4 mm modelo VII/VIII no Wikimedia Commons

|                                           |                               |                                     |                                      |                                 |                            |
| Carga Propulsora 23 lb (10 kg) de Cordite | Granada de Milinite Modelo IV | Granada Naval de Milinite Mod. VIIA | Granada Naval tracejante de Milinite | Granada de fragmentação Mod. IX | Granada Explosiva Mod. XVI |